# Троицкий сельский совет (Глобинский район)
Троицкий сельский совет (укр. Троїцька сільська рада) — входит в состав
Глобинского района
Полтавской области
Украины.
Административный центр сельского совета находится в 
с. Троицкое.

## История
- 1918 — дата образования.

## Населённые пункты совета
- с. Троицкое
- с. Сиротенки